# Porteño (gentilicio)

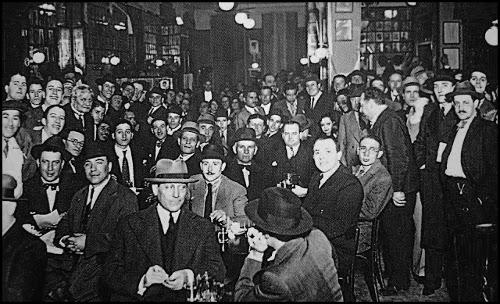
Buenos Aires (Argentina). Café Los Inmortales, 1920.

Porteño significa esencialmente como adjetivo: ‘del puerto’ o ‘que vive en el puerto’. Tal es el gentilicio de los oriundos de la Ciudad Autónoma de Buenos Aires (Argentina), El Puerto de Santa María (provincia de Cádiz, España), 
Puerto Cabello (Carabobo, Venezuela), Mazatlán, Veracruz, Acapulco y Tampico (México), Puerto Colombia en el país homónimo, Valparaíso (Chile),  Guayaquil (Ecuador), Puerto Suárez (Bolivia), Callao y Puerto Maldonado (Perú), Puerto Cortés (Honduras), y Puntarenas (Costa Rica).

## Argentina
Natural de la ciudad de Buenos Aires. El nombre original de la ciudad de Buenos Aires, en su fundación, fue el de Ciudad de la Santísima Trinidad y Puerto de Santa María del Buen Ayre.
Históricamente, se denominó porteños tanto a los habitantes de la ciudad de Buenos Aires como a los habitantes del territorio cercano, la actual área metropolitana de Buenos Aires, ya que conformaban un mismo distrito político-económico-cultural. A partir de la separación de la ciudad de Buenos Aires de la Provincia de Buenos Aires (1880), el gentilicio porteño comienza a utilizarse sólo para los habitantes de la Ciudad de Buenos Aires, usándose bonaerense para los habitantes de la Provincia de Buenos Aires. Frecuentemente los habitantes de la Provincia de Buenos Aires que viven en los alrededores de la ciudad,  por sus similitudes culturales, son también denominados coloquialmente porteños, aunque por razones de jurisdicción, debe referirse a ellos como bonaerenses, así como al resto de sus coprovincianos del interior provincial.

## Bolivia
En la región cruceña reciben el gentilicio de porteños los habitantes o nativos de Puerto Suárez y, ocasionalmente por extensión, los habitantes de la provincia de Germán Busch.

## Chile
En Chile se usa este gentilicio para designar a los habitantes de Valparaíso, que fue durante la segunda mitad del siglo XIX y a comienzos del siglo XX el principal puerto de Chile y del Pacifico sur, por lo que la relación del puerto con la ciudad se hizo patente y se asoció con los habitantes de la ciudad. Si bien Valparaíso nunca tuvo una fecha de fundación, entre los años 1789 y 1791 se estableció un cabildo en la zona, en 1802 el rey de España le otorgó el nombre de  «Ciudad de Nuestra Señora de las Mercedes de Puerto Claro», ya en la década de 1830 Valparaíso comienza su auge económico y a situarse como el principal puerto del país, razón por la que a los habitantes de la ciudad se les comienza a llamar con el gentilicio de «porteños». 
Si bien en Chile el gentilicio de porteño se suele utilizar a los habitantes de Valparaíso, ocasionalmente a los habitantes de la ciudad de Coquimbo y la comuna de Puerto Saavedra también se les denomina «porteños», sin embargo es más aceptado utilizar el termino Coquimbano para como gentilicio de los habitantes de Coquimbo.

## Costa Rica
Específicamente en la costa Pacífica de Costa Rica, se suele utilizar el gentilicio para designar a los habitantes de la provincia de Puntarenas. En contraste a los caribeños, en la costa Atlántica del país.

## Ecuador
En Ecuador es un gentilicio alternativo para los residentes del mayor puerto del país, Guayaquil, llamado frecuentemente en medios periodísticos «la urbe porteña». El gentilicio usual es guayaquileño, o coloquialmente guayaco.

## España
En la ciudad de El Puerto de Santa María siempre han convivido los gentilicios portuense y porteño, aunque el primero se hizo más popular a raíz del auge del equipo de fútbol el Racing Club Portuense, fundado en 1928. Hoy una corriente de opinión aboga por la convivencia de ambos gentilicios, e incluso, con el apelativo coloquial, «coquinero» fijado por el poeta universal nacido y muerto en El Puerto de Santa María, Rafael Alberti.

## Honduras
En Honduras, el gentilicio porteño se aplica a los habitantes de la localidad de Puerto Cortés, en el departamento homónimo.

## México
En México se conoce como porteños a los nacidos en la ciudad de Veracruz (sobre el golfo de México), Mazatlán y Acapulco (sobre el océano Pacífico).

## Perú
En Perú se suele usar este gentilicio de manera coexistente junto a otro en dos ciudades peruanas: para designar a las personas del Callao, usándose este gentilicio junto a «chalaco» (que es el más conocido y más usado). Y también para los habitantes de la ciudad de Puerto Maldonado, usándose el gentilicio junto al otro que es «maldonadino».